# Michael McQuillan
Michael Liam McQuillan ist ein britischer Mathematiker, der sich mit algebraischer Geometrie beschäftigt.

## Leben
McQuillan promovierte 1992 an der Harvard University bei Barry Mazur (Division Points on Semi-Abelian Varieties). Er war 1996 bis 2001 Research Fellow am All Souls College der University of Oxford und danach Professor an der University of Glasgow sowie Advanced Research Fellow des britischen EPSRC. Zurzeit (2019) ist er Professor an der Universität Tor Vergata.
McQuillan beschäftigt sich mit algebraischer Geometrie. In seiner Dissertation bewies er eine zwanzig Jahre alte Vermutung von Serge Lang über semiabelsche Varietäten. Er baute die von Paul Vojta gefundene Theorie (Analogie der Nevanlinna-Theorie der Wertverteilung der Funktionentheorie in der diophantischen Geometrie) aus und wandte die dabei von ihm entwickelte Methode der dynamischen diophantischen Approximation in der transzendenten algebraischen Geometrie (also für Varietäten über den komplexen Zahlen, wo Methoden der komplexen Analysis anwendbar sind). Speziell löste er bzw. erzielte Fortschritt bei einigen Vermutungen über die Hyperbolizität von Untervarietäten algebraischer Varietäten. Beispielsweise gab er einen neuen Beweis einer Vermutung von André Bloch (1926) über holomorphe Kurven in geschlossenen Untervarietäten abelscher Varietäten, bewies eine Vermutung von Shōshichi Kobayashi (über die Kobayashi-Hyperbolizität generischer Hyperflächen hohen Grades im projektiven n-dimensionalen Raum) im dreidimensionalen Fall und erzielte Teilresultate bei einer Vermutung von Mark Green und Phillip Griffiths (die besagt, dass eine holomorphe Kurve auf einer algebraischen Fläche allgemeinen Typs mit {\displaystyle c_{1}^{2}>c_{2}} nicht Zariski-dicht sein kann).
Er untersuchte auch algebraische Differentialgleichungen auf Varietäten und arbeitet über nichtkommutative Mori-Theorie.
2000 erhielt er den EMS-Preis. 2001 erhielt er für seine Arbeiten den Whitehead-Preis der London Mathematical Society. 2002 war er Invited Speaker auf dem ICM in Peking (Integrating {\displaystyle \partial {\bar {\partial }}}). 2001 erhielt er den Whittaker-Preis.